# Українсько-ботсванські відносини
Українсько-ботсванські відносини — відносини між Україною та Республікою Ботсвана.
Ботсвана визнала незалежність України 1 лютого 1992 року. 3 березня 2004 року підписано Спільну Декларацію про встановлення дипломатичних відносин між Україною та Республікою Ботсвана в м. Нью-Йорк. Інтереси громадян України в Республіці Ботсвана захищає Посольство України в Ботсвані (відкрите в квітні 2024).

## Торгівля
За підсумками 9 місяців 2023 року обсяг двосторонньої торгівлі товарами між Україною та Республікою Ботсвана склав 799,5 тис. дол. США. та збільшився в 3,7 раза у порівнянні з аналогічним періодом 2022 року. При цьому експорт склав 23,4 тис. дол. США (зменшення у 2,8 раза), який представлений на 81,3% або 19,0 тис. дол. США фармацевтичною продукцією (зменшення на 0,3%), на 10,6% або 2,5 тис. дол. США електричними машинами (зростання у 2,1 раза) та на 8% або 1,9 тис. дол. США приладами та апаратами оптичними, фотографічними (зменшення на 31,2%).
Імпорт представлений на 100% перлами природніми або культивованими, дорогоцінним або напівдорогоцінним камінням і склав 776,1 тис. дол. США (збільшення у 5,2 раза). Негативне сальдо для України за цей період склало 752,7 тис. дол. США.
Серед перспективних напрямів торговельно-економічної взаємодії між Україною та Ботсваною слід виділити:
1. Сільське господарство, зокрема збільшення українських поставок зернових та інших сільськогосподарських культур;
2. Ринок харчових продуктів 
3. Туризм.